# Tina Talks
Tina Talks (1982) – super kortlivet dansk punkband med bl.a. Lars Bo ”Tolle” Tolstoy Jacobsen (bas, også i Before og ADS), Peter Peter (guitar, også i Sods) og Tomas Ortved (trommer, også i Sods). Faktisk ser det ud til, at Tina Talks var et band specielt sammensat til at spille til Nosferatu Festival i 1982 og/eller medvirke på Nosferatu Festival albummet. Bandet står ikke på Nosferatu Festival koncert plakaten, men medvirker på albummet med nummeret "Tomorrow ". Bandet ser ikke ud til, at have spillet udover i forbindelse med Nosferatu Festival.

## Udgivelser
- Nosferatu Festival – 12" LP Live Compilation, 1982 (Nosferatu Records / NOS1)